# Rio Cricket Associação Atlética
Rio Cricket Associação Atlética é um associação social e esportiva  da cidade de Niterói, do estado do Rio de Janeiro, Brasil. As cores oficiais do clube são o verde e o amarelo, homenagem dos seus fundadores ingleses e descendentes ao Brasil.

## História
Em 15 de agosto de 1872, um grupo de jovens ingleses apaixonados pela prática de esportes fundaram uma agremiação chamada Rio Cricket Club, que funcionava informalmente desde 1870, num terreno alugado na Rua Berquó (atual General Polidoro), em Botafogo no Rio de Janeiro, para a prática do cricket, esporte amplamente difundido na Inglaterra.
Após alguns atos de discordância dentro da agremiação, um grupo de fundadores decidiram montar uma outra agremiação na cidade de Niterói, com o clube que ficara sediado da cidade do Rio de Janeiro recebendo posteriormente a denominação de Paissandu Atlético Clube, assim nascendo uma grande rivalidade clubística entre os dois clubes da colônia britânica. Em algumas fontes antigas as partidas entre os dois clubes, nos mais variados esportes, era chamada de Clássico dos Ingleses.
Em 1897, o novo clube, fundado por ingleses e descendentes dissidentes do clube carioca, liderados por George Emmanuel Cox e Basil Freeland, também e provavelmente não por acaso no dia 15 de agosto, ganhou a denominação de Rio Cricket e Associação Atlética, no bairro de Icaraí, na cidade de Niterói, sendo este o terceiro clube mais antigo destinado á prática de esportes na cidade, atrás apenas do Grupo de Regatas Gragoatá e do Clube de Regatas Icaraí, ambos fundados em 1895.
No dia 16 de novembro de 1897, foi lavrada a escritura de compra do terreno onde se instalaria o Rio Cricket e Associação Atlética.
Em 1978, Carlos Ary Vieira torna-se o primeiro presidente de origem luso-brasileira a dirigir o Rio Cricket. Antes dele, todos os quarenta e três presidentes do clube eram de origem britânica.

## Futebol
Em 22 de setembro de 1901, ocorreu a primeira partida de futebol oficialmente realizada no Estado do Rio de Janeiro, no campo do Rio Cricket. Neste dia, Oscar Alfredo Cox, que viria posteriormente a ser fundador e presidente do Fluminense Football Club, atravessou a Baía de Guanabara com 9 futuros jogadores do Fluminense e um atleta do Payssandu Atlhletic Club, para enfrentar os praticantes de críquete e tênis do clube inglês. Ainda cerca de quinze observadores assistiram o jogo que terminou empatado em 1 a 1, causando espanto a crônica da época, não habituada a relatar embates finalizados sem vencedores.
Em 1906, o clube participou do primeiro Campeonato Carioca de Futebol, ficando com a terceira colocação. Foi no campo do Rio Cricket que foi definido o primeiro campeonato carioca de futebol. Ficou de fora no ano seguinte, e voltou a participar em 1908; depois, novamente entre 1911 e 1915.
Em 1916, ao contrário do que algumas fontes sugerem, o Rio Cricket jamais abandonou a prática do futebol, teve que se licenciar do Campeonato Carioca (do qual era convidado especial, já que na época pertencia a outro estado) apenas por conta da I Guerra Mundial, quando muitos de seus jogadores foram defender a Inglaterra.
Em 1920, o clube retomou as atividades futebolísticas, as quais mantém até hoje. O clube, no entanto, nunca se profissionalizou, mantendo-se amador como o futebol era em seu princípio.
Em 2006, o clube voltou a disputar uma partida de futebol contra o Paissandu Atlético Clube após quase 92 anos, nos jogos comemorativos dos 105 anos do futebol no estado do RJ (realizados na sede do Rio Cricket). O Rio Cricket foi derrotado por 2 a 1.
O clube participou das primeiras edições do Campeonato Carioca em 1906, 1908, 1911, 1912, 1913, 1914 e 1915 e do Campeonato Niteroiense em 1925, 1926, 1927, 1928 e 1929.

## Títulos

### Futebol
| Estaduais                                  | Estaduais | Estaduais  | Estaduais |
| Competição                                 | Títulos   | Temporadas |           |
| ------------------------------------------ | --------- | ---------- | --------- |
| Torneio Início - Liga Sportiva de Amadores | 1         | 1927       |           |